# الیسون آندرس
الیسون آندرس (انگلیسی: Allison Anders؛ زادهٔ ۱۶ نوامبر ۱۹۵۴) یک فیلم‌نامه‌نویس، و کارگردان اهل ایالات متحده آمریکا است. وی از سال ۱۹۸۷ میلادی تاکنون مشغول فعالیت بوده است.